# Dio
A Dio egy amerikai heavy metal együttes volt, melyet a korábbi Elf, Rainbow és Black Sabbath énekes Ronnie James Dio alapított 1982-ben. Dio az együttes Holy Diver című lemez második kiadásán hallható interjúban azt állítja, hogy nem volt szándéka szólókarrierbe kezdeni, hanem egy új együttest akart alapítani a szintén Black Sabbathban játszó Vinny Appice-szel. A Dio nevet csak azért választották, mert ismert volt, és jól hangzik. Az együttes 2010-ig, az énekes haláláig működött, pályafutása során 10 nagylemezt adott ki és számtalan tagcserén esett át a csaknem három évtized alatt. Csak Ronnie James Dio számított az egyetlen állandó tagnak, mellette pedig olyan gitárosok fordultak meg és váltak ismertté, mint Craig Goldy, Doug Aldrich, Vivian Campbell, Tracy G., Jake E. Lee és Rowan Robertson. Kereskedelmi szempontból az 1980-as években volt a legsikeresebb az együttes, az évtizedben készült albumaik pedig a heavy metal klasszikusaivá váltak. Az 1990-es években keményebb és kísérletezősebb hangvételű albumok is születtek, melyek nagyrészt negatív visszhangban részesültek. A korábbi hangzáshoz való visszatérést a 2002-es Killing the Dragon album jelentette, utolsó lemezük Master of the Moon címmel 2004-ben jelent meg.

## Pályafutás

### Holy Diver(1982–1983)
Ronnie James Dio az 1980-as évek elején két lemezt készített a Black Sabbath énekeseként, mígnem az 1982-es Live Evil koncertalbum munkálatai közben össze nem veszett az együttes gitárosával Tony Iommival. Iommi azt állította, hogy Dio és az együttes akkori dobosa Vinny Appice éjszakánként bevonul a stúdióba, hogy hangsúlyosabbra keverjék Dio énektémáit a közeljövőben megjelenő koncertlemezen.
Dio és Appice ezt követően távoztak és egy új együttes létrehozatala mellett döntöttek.
A Dio névre keresztelt zenekar 1982 októberében az Amerikai Egyesült Államokban jött létre, miután csatlakozott hozzájuk Jimmy Bain (ex-Rainbow) basszusgitáros és az ír származású Vivian Campbell gitáros. Campbell csatlakozása előtt egy rövid ideig az a Jake E. Lee is gitározott az együttesben, aki később Ozzy Osbourne mellett vált ismertté. 1983-ban a kaliforniai Sound City stúdióban vette kezdetét a debütáló album rögzítése, mely 1983. május 25-én a Warner kiadásában jelent meg Holy Diver címmel. Az album a Rainbow dallamosságát vegyítette a Black Sabbath súlyával, valamint Dio technikás dallamaival.

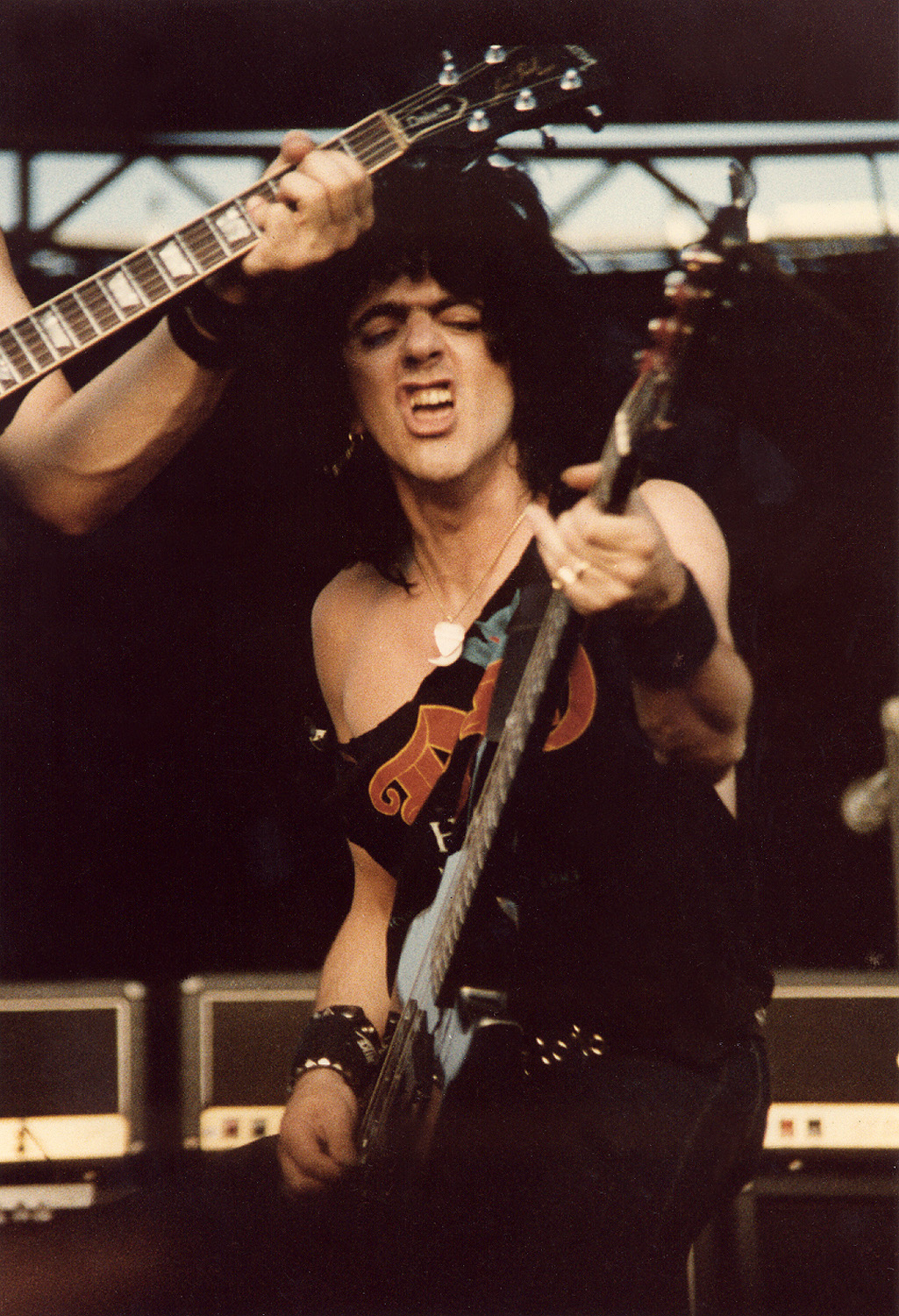
Jimmy Bain 1983 augusztusában egy Dio-koncerten

A pozitív kritikákban részesült album ma már Dio pályafutásának egyik legkiemelkedőbb darabjának számít, mely egyben az 1980-as évek egyik legklasszikusabb heavy metal albuma is. A korong révén vált szakmai körökben ismertté Vivian Campbell is, aki korábban a Sweet Savage heavy metal zenekarban játszott. Ugyan a dalokon érezni lehetett, hogy azok egy része még a Black Sabbath számára íródott, de Campbell modernebb felfogásban játszott, mint Tony Iommi, így a zene is egy másféle irányt vett. Az album kereskedelmileg is sikeresnek bizonyult, Amerikában a megjelenést követően hamar átlépte az egymillió eladott példányszámot, így platinalemezzé vált. A korongról két kislemezt adtak ki, a címadó dalt és a Rainbow in the Dark című szerzeményt, melyek közül utóbbi, az amerikai kislemezlistán a 14. helyre került.
A Conan, a barbár alapján készült Holy Diver videóklipjét gyakran játszotta az MTV is.
Kisebb botrányt okozott a lemezborító, melyen az együttes „Murray” nevű kabalafigurája, egy papot gyilkol meg, de a zenekari logo is feltűnést keltett, mely egyesek szerint fejjel lefelé fordítva a Devil (ördög) szót adja ki.
A megjelenést követően az együttes eleget tett a koncertfelkéréseknek, bemutatkozásuk a donningtoni Monsters of Rock fesztiválon történt, ahol viharos sikert arattak. A lemezen hallható billentyűs hangszereket Dio és a basszusgitáros Bain játszotta fel, így a koncerteken már Claude Schnell is csatlakozott a zenekarhoz, mint billentyűs.

### The Last in Line,Sacred Heart(1984–1986)
Miután Claude Schnell teljes értékű zenekari taggá vált, a zenekar Coloradóba ment, hogy rögzítse második nagylemezét. A Ronnie James Dio producerkedésével készült album 1984. július 13-án The Last in Line címmel jelent meg a Vertigo kiadásában. Ismét egy kiérlelt produkció született, melyen nagyobb hangsúlyt kapott a már korábban is meglévő epikus hangulat. Az olyan dalok, mint a címadó The Last in Line, a We Rock, az Evil Eyes vagy az Egypt (The Chains Are On) a zenekar közkedvelt darabjaivá váltak, melyek közül a címadó és a We Rock kislemezen is megjelent csakúgy, mint a Mystery című szerzemény. A korong elődjéhez hasonlóan ismét platina lett az Egyesült Államokban, maga a zenekar pedig a korszak egyik legnagyobb koncertattrakciójává vált. A színpadokon egy hidraulikus sárkány és egy várkastély is megjelent, a drága fény és pirotechnikai elemek mellett. A zenekar hiába adott telt házas koncerteket, a látványelemek olyan drágának bizonyultak, hogy a lemezt népszerűsítő turné veszteséggel zárult.

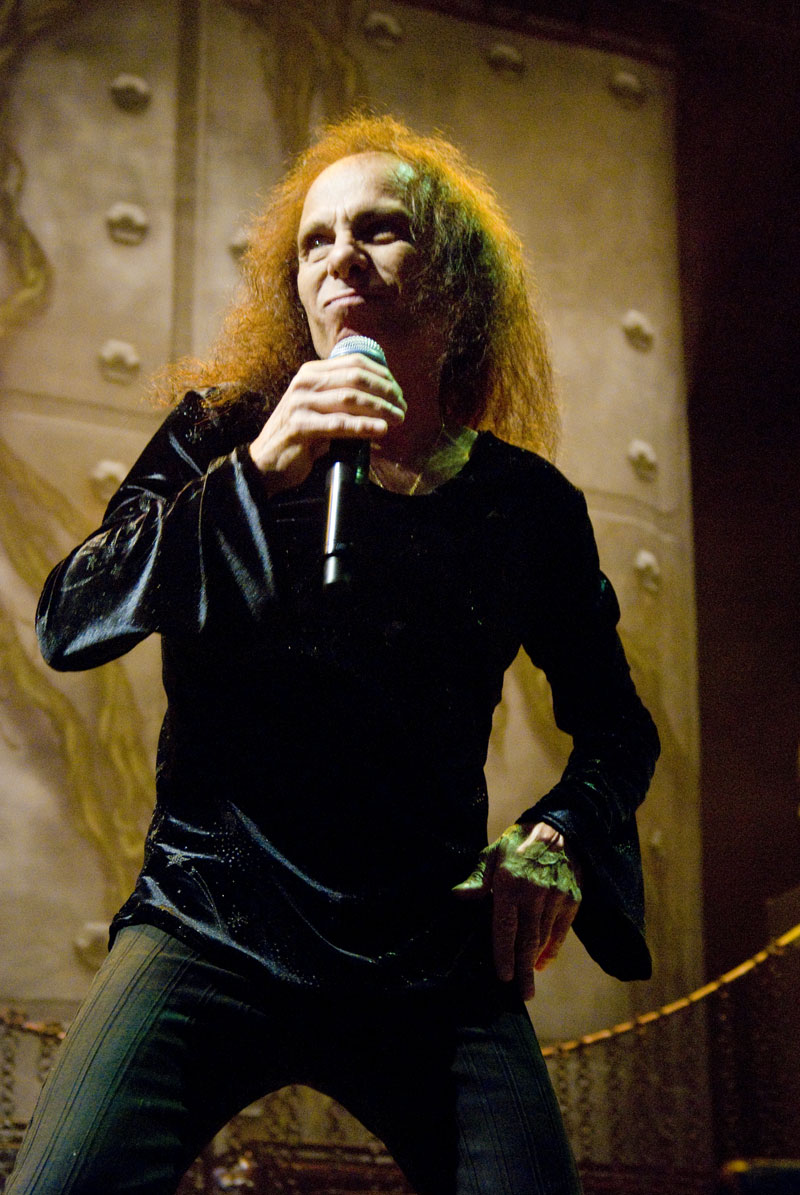
Ronnie James Dio, az együttes énekese 2009-ben

A turné végeztével ismét stúdióba vonult a zenekar, ezennel a Los Angelesben található Rumbó stúdióban folytak a felvételek. Az 1985 augusztusában a Warner és a Vertigo gondozásában megjelent Sacred Heart tovább folytatta elődjei irányvonalát. Ugyan az anyag hozta az együttestől elvárható formát, előrelépést azonban nem jelentett. A korábbi epikus hangvételű heavy metal dalok mellett, hard rockosabb, slágeresebb szerzemények is felkerültek a lemezre, így az anyag fogadtatása nem volt annyira pozitív, mint elődjeié. Az AllMusic kritikája szerint a Sacred Heart az addigi leggyengébb Dio album volt, mely után az együttes már sosem tudta megismételni az első két album színvonalát.
Kereskedelmileg sikeresnek bizonyult az album, mely a megjelenést követően hamar aranylemezzé vált. A kislemezen is kiadott Hungry for Heaven és Rock ’n’ Roll Children dalok a későbbi koncertprogram szerves részét képezték, melyek az együttes legjobb pillanatai közé tartoznak.
A megjelenést újabb látványos turné követte, mely során egy 5,5 méteres sárkány is megjelent a színpadokon, de egy várkastély és lovagok is láthatóak voltak a koncerteken. A költséges turné közben az együttes szakított időt arra is, hogy szerepeljen a Hear 'n Aid elnevezésű projektben, mely során több tucatnyi heavy metal zenész adta elő a Stars című dalt. A megmozdulással az Afrikában dúló éhínségre próbálták felhívni a figyelmet a zenészek.
Ezt követően az együttes rögzítette a Hide In The Rainbow című dalt, mely a Vasmadarak című film albumán jelent meg. A felvétel egyben Campbell búcsúzását is jelentette, aki ezt követően zenei nézetkülönbségekre hivatkozva elhagyta az együttest.
Campbell ezt követően a Whitesnake felkérésének tett eleget, de később megfordult a Def Leppardban. Campbell későbbi nyilatkozataiban negatív jelzőkkel illette a heavy metalt, illetve korábbi zenekarát, ezért többször is összeszólalkozott a sajtóban Dio-val. 1986-ban a King of Rock and Roll című dal kislemezen is napvilágot látott, amit a The Dio E.P. című középlemez követett a sorban.
Az együttes tervei között szerepelt egy dupla koncertlemez kiadása is. A terv azonban nem valósult meg, az 1986-ban megjelent Intermission mindössze 34 percnyi zenét tartalmazott. A korongon egy 1985. december 6-án adott koncert volt hallható, melyen egyesek szerint szándékosan minimalizálták Campbell szerepét. A kiadvány egy Time To Burn című új dalt is tartalmazott, mely az új gitáros Craig Goldy bemutatkozása is volt egyben. Goldy korábban a Giuffria és a Rough Cutt zenekarokban fordult meg, de már az Intermission ritmusgitárjait is vele rögzítette az együttes.

### Dream Evil,Lock Up the Wolves(1987–1992)
1987. július 21-én jelent meg az együttes negyedik nagylemeze, a Ronnie James Dio producerkedésével készült Dream Evil. A Warner által kiadott album nagyrészt pozitív kritikákban részesült, melyre ismét felkerültek slágeresebb hangvételű dalok is. A kislemezen is kiadott I Could Have Been a Dreamer, All the Fools Sailed Away dalok továbbra is biztosították az együttes helyét a legnépszerűbb heavy metal zenekarok között, de ezen a lemezen hallható a Sunset Superman és a Dream Evil című dalok is, melyek az együttes legismertebb és legkedveltebb dalai közé tartoznak. Ugyan az album fogadtatása kedvező volt, de a rajongók többsége szerint mégsem éri el elődjei színvonalát, melyért legtöbben Craig Goldy gitárost okolják. Goldy technikai szempontból kiválóan pótolta elődjét, de saját témáin azonnal leszűrhetővé vált, hogy nem rendelkezik akkora egyéniséggel, mint Vivian Campbell.
Az album nem érte el elődjei kereskedelmi sikereit, az Egyesült Államokban 500 ezer példányt sikerült belőle értékesíteni.
A megjelenést követően a Donningtonban megrendezésre kerülő Monsters of Rock fesztiválon a Bon Jovi meghívottjaiként léptek fel, a Metallica és az Anthrax után. Ezt saját turné is követte, mely során ismét látványos színpadképpel örvendeztették meg a rajongókat. Acélpókok, lovagok és tűzokádó sárkány is látható volt a koncerteken a pirotechnikai elemek mellett. Európában az együttes felszerelését szállító autó lerobbant az autópályán, aminek következményeként több kocsi is belehajtott. A zenekar felszerelésében komoly károk következtek, dobverőket pedig a Helloweentől kellett kölcsönkérni.
A glam és hair metal zenekarok népszerűsége miatt a zenekar fokozatosan veszített korábbi népszerűségéből. Ez belső problémákhoz vezetett, így Goldy hamarosan elhagyta a zenekart, hogy saját projektjeire koncentrálhasson.
A rajongók a Rainbow újjáalakulásáról suttogtak, de olyan hírek is szárnyra keltek, hogy Vivian Campbell visszatér a zenekarba, míg mások szerint Dio Yngwie J. Malmsteen társaságában képzeli el az együttes jövőjét.
Hamarosan Appice, Schnell, és Bain is elhagyta a zenekart, így Ronnie James Dio magára maradt. Gitárosként az akkor 18 éves Rowan Robertsont szerződtette, miután hiába próbálta megnyerni magának Doug Aldrich-ot, a Lion egykori gitárosát.
A felállás Jens Johansson (billentyűs hangszerek), Teddy Cook (basszusgitár) és Simon Wright (dob) csatlakozásával vált teljessé. A rajongók és a szakma nem nézték jó szemmel, hogy Dio egy kevésbé tapasztalt, fiatal gitárossal vonul stúdióba, hogy rögzítse az 1990-es Lock Up the Wolves albumot. Az anyag produceri munkálataiból Dio mellett Tony Platt is kivette a részét, a kiadást pedig a Reprise intézte. Az anyag modern és kísérletezős dalai csalódást okoztak a rajongóknak, mely kereskedelmi szempontból is megbukott. Az albumot sokan az énekes leggyengébb teljesítményeként emlegetik, melyről egy Hey Angel című kislemez is megjelent, ami azonban az albumhoz hasonlóan nem aratott jelentősebb sikereket.
A kritikusok nagy része is gyengének minősítette a lemezt, melyért elsősorban Rowan Robertsont tették felelőssé, aki technikailag meggyőzően játszott, de egyéni karakterrel nem rendelkezett.
A megjelenést európai turné követte, mely során a Metallica előzenekaraként játszottak. A korábbi látványosságokat nélkülöző koncertek után az Egyesült Államokban önállóan is megturnéztatta a lemezt az együttes, ezennel már nem nélkülözve a látványos színpadi elemeket sem. A koncertek látogatottsága meg sem közelítette a korábbi turnék nézőszámait, ekkoriban a zenekar dicső napjai már egyértelműen a múltban voltak keresendők.
A turné Minneapolisi állomásán Geezer Butler is színpadra lépett a zenekarral, melynek egyenes következménye lett Dio csatlakozása a Black Sabbathoz. Iommi, Buttler és Dio mellett Vinny Appice is részt vett az 1992-ben megjelent Dehumanizer album felvételeiben és turnéján. Ez idő alatt egy Diamonds – The Best of Dio című válogatáslemez jelent meg, mielőtt az énekes ismét a szólópálya mellett döntött. Döntésének hátterében az állt, hogy nem volt hajlandó a Black Sabbath énekeseként Ozzy Osbourne előtt játszani, annak Costa Mesa-i koncertjén.

### Strange Highways,Angry Machines(1993–1999)
Ronnie James Dio 1993-ban szervezte újjá a zenekart. Elsőként a mexikói származású Tracy G. gitárost szerződtette, aki korábban a World War III power metal zenekarban játszott. Dobosként ismét Vinny Appice lett a zenekar tagja, míg a basszusgitárt a korábbi Dokken muzsikus Jeff Pilson kezelte. A négyes 1993-ban vonult be a Los Angelesben található Rumbo stúdióba, hogy rögzítse a Strange Highways lemezt. Az album Európában és Japánban 1993. október 25-én jelent meg, míg Amerikában 1994 elején. Ismét egy komor, modern és súlyos hangzású album született, melyet mind a rajongók, mind a kritikusok előszeretettel illettek negatív jelzőkkel. Az album rideg és kemény hangzását nagymértékben befolyásolta a Black Sabbath Dehumanizer albuma is. A Strange Highways máig megosztja a zenekar rajongóit, melyben nagy szerepe van Tracy G. gitárosnak is. Egyéni és modern, bizarr effektekkel teli játéka egyik elődjéhez sem hasonlítható, miáltal a lemezen hallható zenei világ is az újdonság erejével hatott. A rajongók többsége értetlenül fogadta a változásokat így az album kereskedelmileg sem volt sikeres, mindössze 300 ezer példányt adtak el belőle.
További újdonságot jelentettek a dalszövegek, melyekben Dio teljesen nélkülözte a korábban jellemző fantasy témákat.

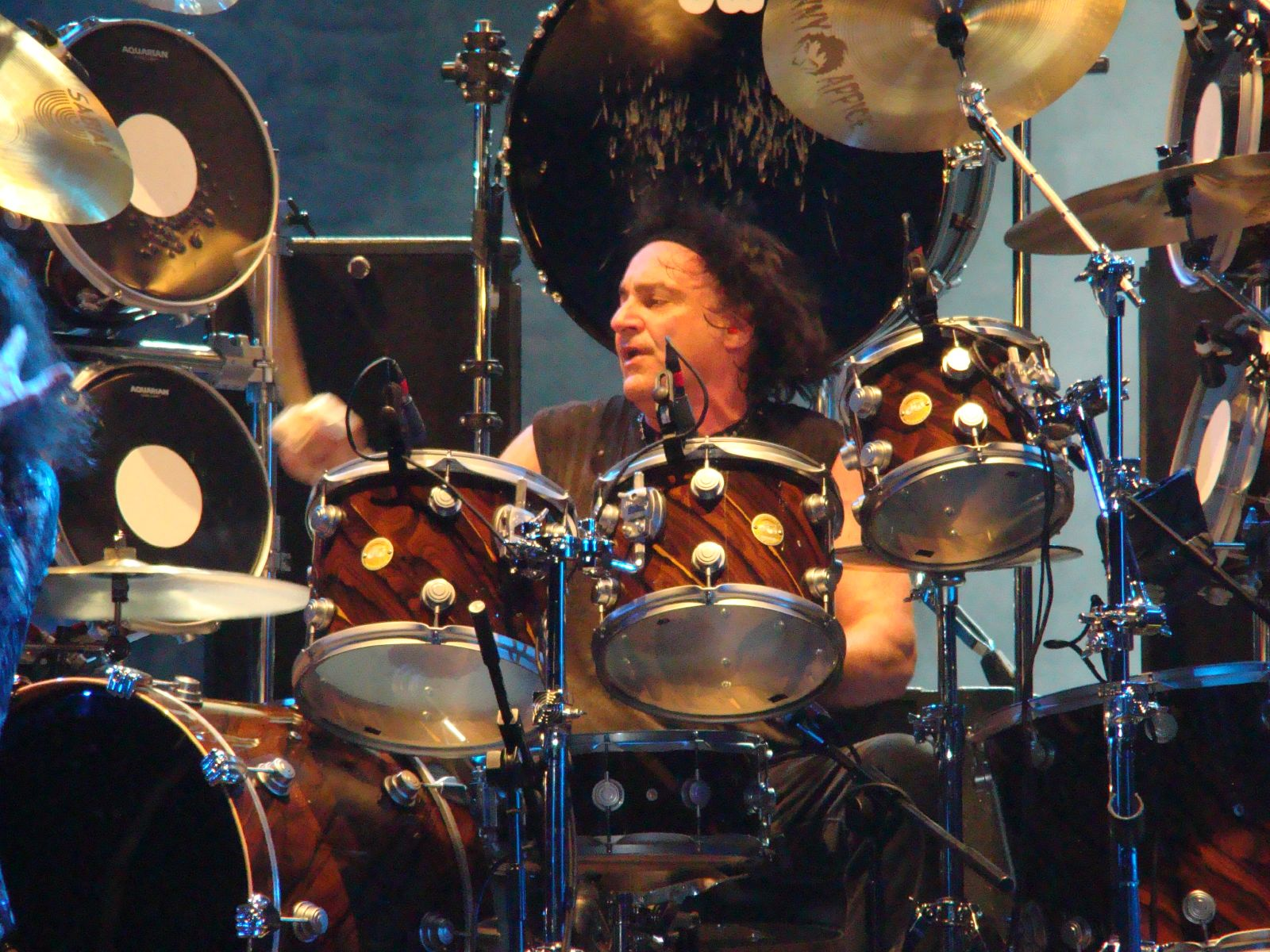
Vinny Appice hat lemez erejéig volt az együttes tagja

Hamarosan az egykori Warrant muzsikus Scott Warren (billentyűs hangszerek) csatlakozott a zenekarhoz, majd ismét turnéra indult a zenekar. 1995 augusztusában Jeff Pilson elhagyta a zenekart, de mire megkezdődtek az Angry Machines album felvételei, már ismét zenekari tag volt. Az 1996. október 15-én megjelenő albumot a Mayhem Records adta ki, mely tovább folytatta az elődje által megkezdett irányvonalat. Megjelenésükkor sok rajongó vélekedett úgy a Strange Highways és az Angry Machines lemezekről, mint a zenekar leggyengébb teljesítményeiről, egyesek azonban dicsérték a zenekar naprakész, modern felfogását. 1996-ban ismét turnéra indult a zenekar, mely során első ízben léptek fel Magyarországon a Petőfi Csarnokban.
1997-ben és 1998-ban egy-egy válogatásalbumot adott ki a zenekar, amiket egy Inferno: Last in Live című koncertlemez követett a sorban. A felvételek az Angry Machines turnéján készültek 1997-ben és 1998-ban. 1998-ban újabb pletykákat lehetett hallani a Rainbow újjáalakulásáról, ami végül Cozy Powell halála miatt nem valósult meg.
1999-ben a zenekar menedzsmentje azt kérte az együttestől, hogy a heavy metal újbóli megerősödése kapcsán térjen vissza a korai lemezek stílusához. Dio engedett a rajongói oldalról is érkező nyomásnak, így megvált Tracy G. gitárostól.

### Magica,Killing the Dragon, Master of the Moon(2000–2005)
Az új felállású zenekart olyan régi tagok alkották Dio mellett, mint Craig Goldy, Jimmy Bain és Simon Wright. A négyes visszatérő lemeze 2000. március 21-én jelent meg Magica címmel, a Spitfire kiadásában. Egy több, mint 70 perces konceptalbum született, melynek produceri munkálatait Ronnie James Dio látta el. Az album zeneileg az 1980-as években készült klasszikus albumokat idézte, azonban a 90-es évek modernebb hangvétele sem tűnt el nyomtalanul. Az album pozitív kritikákban részesült, az AllMusic négy csillaggal jutalmazta a lehetséges ötből. Kereskedelmi szempontból sikeresebb volt, mint közvetlen elődjei, megjelenésekor a Billboard 200 13. helyén nyitott. Ugyan a lemez visszatérést jelentett a korai lemezek stílusához, valamint Dio is visszatért a fantasy dalszövegekhez, ennek ellenére a modernebb elemek is megmaradtak, melyekért főleg Scott Warren billentyűs felelt.
Mielőtt a lemezt népszerűsítő turné elindult volna, Bain kilépett, helyére Chuck Garric került.
Craig Goldy sem maradt sokáig, ő 2002 januárjában lépett ki, hogy több időt szentelhessen családjának. Jimmy Bain ezt követően visszatért, az új gitáros pedig Doug Aldrich lett. Bain és Aldrich korábban egy Metallica tribute albumon már dolgozott együtt.

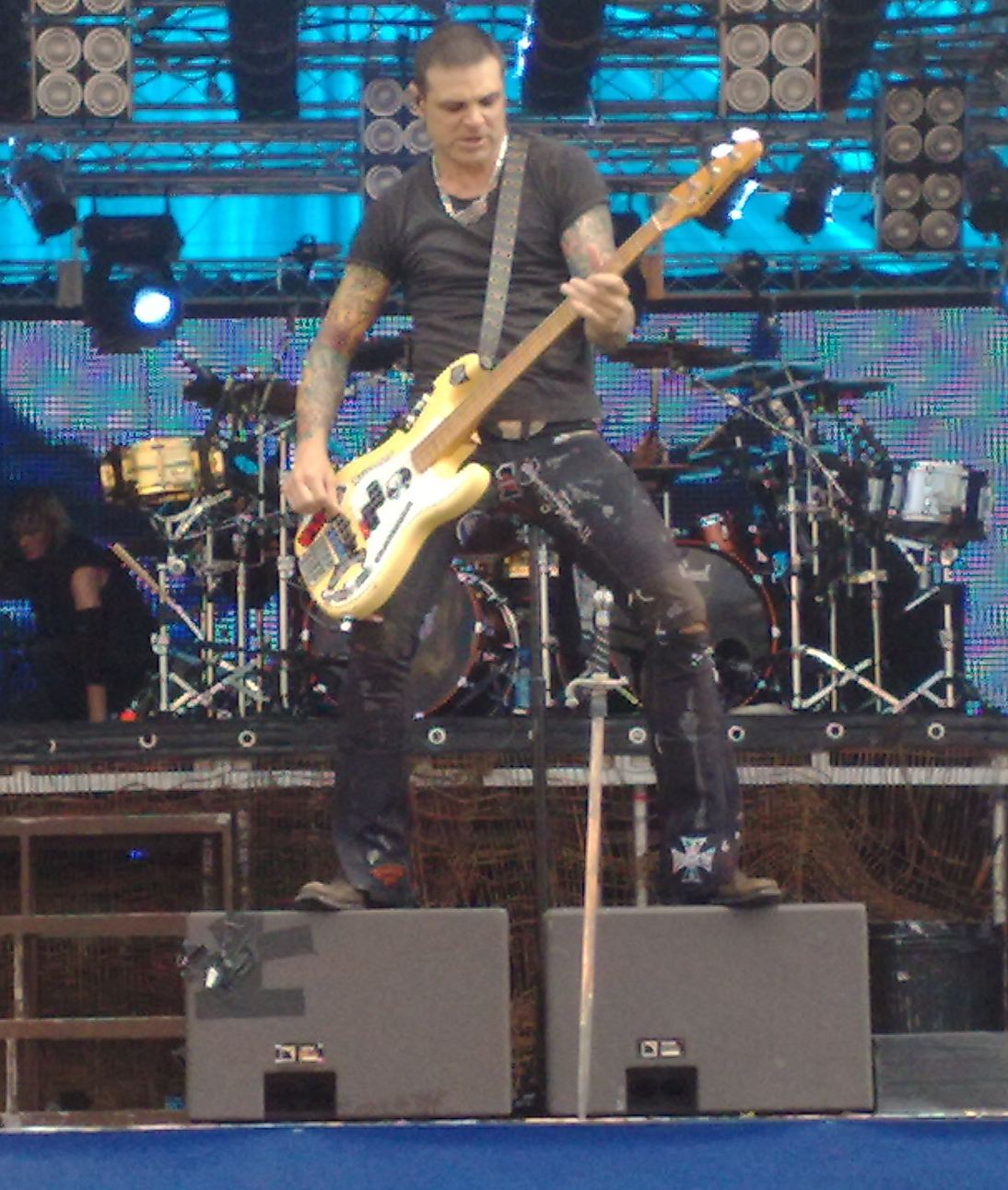
Chuck Garric a 2000-es évek elején turnézott a zenekarral. Pályafutása során olyan zenekarokban is játszott, mint az L.A. Guns vagy Alice Cooper zenekara

A következő album felvételei a kaliforniai Total Access stúdióban zajlottak, ismét Ronnie James Dio producerkedésével. A 2002. május 21-én megjelenő anyagot ismét a Spitfire adta ki, melynek dalait még Craig Goldyval írta a zenekar, de a stúdióban már Doug Aldrich játszotta fel őket. A Killing the Dragon címet kapott album elődjéhez hasonlóan a klasszikus Dio lemezek szellemében fogant, ennek ellenére a Holy Diver vagy a The Last in Line színvonalát már nem tudta megismételni a zenekar. Az AllMusic három csillaggal jutalmazta a lemezt a lehetséges ötből, amiről úgy nyilatkozott, mint egy „sablonos, de minőségi” albumról.
A rajongók is kedvezően fogadták az anyagot, ami így felkerült a Billboard 200 listára is. Az albumról a Push című dalra videóklipet is forgattak, a lemez dalszövegeiben pedig a társadalom jövője iránti aggodalmát fejezi ki az együttes énekese.
A megjelenést követően Doug Aldrich a jobb lehetőségekkel kecsegtető Whitesnakehez csatlakozott, helyére ismét Craig Goldy került. Ezt követően azonban Jimmy Bain hagyta el a zenekart.
2003-ban a Dio Anthology: Stand Up and Shout és a The Collection válogatásalbumokkal jelentkezett a zenekar, majd nekiláttak a tizedik album munkálatainak.
Jeff Pilson közreműködésével jelent meg a Master of the Moon című album, mely 2004. szeptember 7-én került a lemezboltok polcaira. Európában már augusztusban megjelent az SPV gondozásában, míg az amerikai terjesztést a Sanctuary vállalta. A Killing the Dragon albumhoz viszonyítva egy haloványabb anyag született, melyről a kritikák többsége úgy nyilatkozott, mint egy erősen közepes albumról. A Master of Monn kereskedelmileg azonban nem aratott jelentősebb sikert, a Billboard 200 listába sem került bele, de a lemezt népszerűsítő turnén is nehézségekbe ütközött a zenekar. Pilson elhagyta az együttest, hogy a Foreigner tagja lehessen, helyére Rudy Sarzo került.
2005-ben egy Evil or Divine – Live in New York City című koncertlemez látott napvilágot, mely korábban már egyszer megjelent DVD formátumban. 2005-ben az együttes olyan országokban is fellépett, mint Japán vagy Oroszország, de játszottak Dél-Amerikában és Európában is. Az ősszel startoló turné az „An Evening With Dio” („egy este Dioval”) címet kapta, egyes koncerteken pedig teljes egészében eljátszották az 1983-ban megjelent, klasszikust Holy Divert.

### Ronnie James Dio halála, feloszlás (2006–2010)
2006 áprilisában egy Holy Diver – Live című koncertlemez látott napvilágot, melyre egy 2005-ös londoni koncert felvétele került fel.
2007-ben Heaven and Hell néven újjáalakult a Tony Iommi-Geezer Butler-Vinny Appice-Ronnie James Dio felállású Black Sabbath, ezért a Dio zenekar egy kisebb szünetet tartott. 2008 őszén egy rövidebb turnéra indult a zenekar, amely során 10 koncertet adtak Európában. Az együttes 2009 nyarára újabb európai turnét tervezett, melyeken Goldy egyéb kötelezettségei miatt Doug Aldrich gitározott volna. A turnét azonban le kellett mondani, mert Ronnie James Dionál gyomorrákot diagnosztizáltak.
2010-re két nagylemez megjelentetését tervezte a zenekar, melyek közül az egyik a 2000-es Magica folytatása lett volna.
2010 februárjában egy Tournado Box Set című kiadvány vált hozzáférhetővé az énekes honlapján keresztül, mely csak korlátozott példányszámban vált hozzáférhetővé. A kiadvány magába foglalta a Killing the Dragon lemezt, és a Evil or Divine DVD-t is. Utóbbin bónusz anyagok, interjúk, képgalériák, színpad mögötti jelenetek, a Push videóklipje és exkluzív Dio kártyák is megtalálhatóak voltak, valamint az együttes utolsó kislemeze az Electra is felkerült rá.
Wendy Dio az együttes menedzsere és Ronnie James Dio felesége pozitív eredményekről számolt be Ronnie James Dio kemoterápiás kezeléseit illetően, így az énekes 2010 nyarára több európai fellépést is elvállalt a Heaven and Hell zenekarral.
2010. május 16-án bekövetkező halála azonban, mind a Heaven and Hell, mind a Dio jövőbeli terveit meghiúsította.
2010. november 9-én egy Dio at Donington UK: Live 1983 & 1987 című koncertlemez jelent meg a Niji Entertainment Group gondozásában.
A dupla CD-re 1983-ban és 1987-ben rögzített koncertfelvételek kerültek fel. A koncerteken nemcsak Dio, de Rainbow és Black Sabbath dalokat is játszott a zenekar, melyek közül néhány a két CD-re is felkerült.
2011 márciusában bejelentésre került, hogy a Dio zenekar tagjai (Rudy Sarzo, Graig Goldy, Simon Wright, Scott Warren és Toby Jepson) Tim „Ripper” Owens énekessel kiegészülve új zenekart hoz létre Dio Disciples néven, mely 2011 nyarán Európában fog koncertezni, klasszikus Dio dalokkal.

## Zenei stílus
A Dio egy heavy metal zenekar, amelynek stílusában megtalálható a hard rock is, valamint a Black Sabbath hatásait mutató súlyos, komor hangulat. Az 1980-as évek elején készült albumaik a heavy metal klasszikusaivá váltak, mely lemezek hangzásának kialakításában nagy szerepet játszott Vivian Campbell gitáros is. Az 1980-as évek közepétől gyakorta írtak slágeresebb, rockosabb dalokat is a nagyobb kereskedelmi sikerek érdekében. Az 1990-es években egy modernebb és súlyosabb irányba fordult az együttes, az évtizedben készült lemezek, nagyrészt negatív kritikákban részesültek. A modernebb hangzás kialakításában nagy szerepet játszott Tracy G. gitáros, akinek szokatlan játékstílusa nem nyerte el a legtöbb rajongó tetszését. Ekkoriban Dio elhagyta a korábban védjegyévé vált fantasy dalszövegeket, helyettük a társadalmi problémákat feszegető gondolatok kerültek előtérbe. A 80-as évekbeli stílushoz, a 2000-es Magica albummal tértek vissza, mely folyamat tovább folytatódott a következő két lemezen is. A 2000-es években készült albumok pozitív kritikákat kaptak, de abban a legtöbb kritikus egyet ért, hogy ezek a lemezek már semmi újdonságot nem tartalmaznak és nem érik el a korai albumok színvonalát.
Az együttes kabalafigurája „Murray” aki a Holy Diver, The Last in Line, Dream Evil és Master of the Moon albumok borítóján szerepel, de emellett kislemezeken és válogatásalbumokon is látható.
1999-ben a South Park című animációs sorozat 43. epizódjában a Ritmikus csimpifonban a Dio zenekar is látható volt, amint a Holy Diver című dalt adják elő.
Emellett a dal szerepelt a Guitar Hero Encore: Rocks the 80s és a Grand Theft Auto: Vice City Stories videójátékokban is.
A zenekar egyik legismertebb dala a Rainbow in the Dark felbukkant a Rock Band 3 videójátékban is.

## Egykori tagok
- Ronnie James Dio – ének (1982–1991, 1993–2010)
- Vinny Appice – dob (1982–1989, 1993–1999)
- Jake E. Lee – gitár (1982)
- Jimmy Bain – basszusgitár (1982–1989, 1999–2004)
- Vivian Campbell – gitár (1982–1986)
- Claude Schnell – billentyűs hangszerek (1984–1989)
- Craig Goldy – gitár (1986–1989, 1999–2001, 2004–2005, 2006–2010)
- Rowan Robertson – gitár (1989–1991)
- Teddy Cook – basszusgitár (1989–1991)
- Simon Wright – dob (1989–1991, 1999–2010)
- Jens Johansson – billentyűs hangszerek (1989–1991)
- Tracy G – gitár (1993–1999)
- Jeff Pilson – basszusgitár (1993–1997, 2004–2005)
- Scott Warren – billentyűs hangszerek (1993–2010)
- Larry Dennison – basszusgitár (1997–1999)
- Doug Aldrich – gitár (2001–2004, 2005–2006)
- Rudy Sarzo – basszusgitár (2005–2010)

Turné zenészek
- Chuck Garric – basszusgitár (2000–2001)
- Jerry Best (1995)
- Bob Daisley – basszusgitár (1998)

### DIO Disciples
- Tim „Ripper” Owens – ének
- Craig Goldy – gitár
- Rudy Sarzo – basszusgitár
- Simon Wright – dob
- Scott Warren – billentyűs hangszerek
- Toby Jepson – kisegítő énekes

## Diszkográfia
- Holy Diver (1983)
- The Last in Line (1984)
- Sacred Heart (1985)
- Dream Evil (1987)
- Lock Up the Wolves (1990)
- Strange Highways (1994)
- Angry Machines (1996)
- Magica (2000)
- Killing the Dragon (2002)
- Master of the Moon (2004)

## Videográfia
- A Special from the Spectrum (VHS, 1983)
- Sacred Heart "The Video" (VHS, 1986 – DVD, 2004)
- Time Machine (VHS, 1990)
- Evil or Divine – Live in New York City (DVD, 2003)
- We Rock (DVD) (DVD, 2005)
- Holy Diver – Live (DVD, 2006)